# Scarabaeus silenus
Scarabaeus silenus är en skalbaggsart som beskrevs av Gray 1832. Scarabaeus silenus ingår i släktet Scarabaeus och familjen bladhorningar. Inga underarter finns listade i Catalogue of Life.